# Felimare fontandraui
Il doride di Fontandrau (Felimare fontandraui Pruvot-Fol, 1951) è un mollusco nudibranchio della famiglia Chromodorididae.

## Descrizione
Corpo blu scuro, con macchie bianche sui fianchi e sul dorso ed una striscia bianca centrale che si estende oltre il ciuffo branchiale. Colorazione molto varia, specie riconoscibile dalla striscia bianca con terminazione ad àncora. Fino a 45 millimetri.

## Distribuzione e habitat
Mar Mediterraneo e Oceano Atlantico orientale, su fondali duri ombreggiati. Fondali rocciosi da 10 a 50 metri.